# إل. باتريك غراي
إل. باتريك غراي (بالإنجليزية: L. Patrick Gray)‏ هو ضابط أمريكي، ولد في 18 يوليو 1916 في سانت لويس في الولايات المتحدة، وتوفي في 6 يوليو 2005 في أتلانتيك بيتش في الولايات المتحدة بسبب سرطان البنكرياس.

## وصلات خارجية
- إل. باتريك غراي على موقع مونزينجر (الألمانية)
- إل. باتريك غراي على موقع إن إن دي بي (الإنجليزية)